# 빼꼼 게임
빼꼼 게임은 애니메이션 빼꼼의 주인공인 빼꼼을 주제로 한 게임 시리즈다.

## 게임 종류

### 플래시 게임
교육 성향이 강하다.
- 빼꼼! 방탈출!
- 빼꼼! 안전하게 집으로!
- 빼꼼! 식품야구 ※ 7단계부터 너무 어렵다는 평이 많다.

### 모바일 게임
- 빼꼼블록팡 ※ 현재는 서비스가 종료되어 다운로드가 불가하다.

## 등장인물 (플래시게임)
- 빼꼼: 애니메이션인 원작이나 본작의 주인공이다. 원작에서와는 달리 물품을 파손하고 고장내거나 친구들을 괴롭히는 등의 만행을 저지르지 않는다.

- 아기 펭귄들: 꽁꽁을 닮은 여러 마리의 펭귄들. 이들은 빼꼼이 집으로 가는 것을 도와주고, 방탈출을 해서 구출해야 하며, 외계인으로부터 지켜줘야 하는 대상이다.

- 외계인: 본작에 등장하는 악당. 원작의 캐릭터 두치를 닮은 외계인이다. 몸에 좋지 않은 식품을 발사하여 아기 펭귄들을 위협하고 지구를 정복하려고 한다.

## 게임들의 난이도 (플래시게임)
교육용으로 개발되었지만 난이도가 매우 어렵다. 그럴수록 위험하다는 의미이다. 방탈출은 움직이기 어려운 위치의 블록과 성공이 어려울 정도로 배치된 장애물이 많고, 안전하게 집으로는 펭귄들을 탈출시키기 위해 배치할 수 있는 블록들이 레벨이 넘어갈수록 장애물에 비해 조금씩 적어진다. 특히 식품 야구가 가장 어렵다는 평이 많은데, 7단계에 갈수록 외계인이 너무 이상한 방향으로 공격을 하기 때문에 초보자에겐 상당히 어렵다.

## 모바일 재출시 (플래시게임)
어도비 플래시의 지원 종료로 인하여 모든 플래시 게임들의 서비스가 종료되어 사라졌는데, 빼꼼의 플래시 게임들이 모바일로도 재개발되었다.(구글 플레이나 앱스토어에서 다운로드할 수 있다.) 그리고 하트가 3개씩 추가되었으며, 레벨을 나가거나 다시하기를 통해서 다시 시작, 레벨 실패 시 하트가 하나씩 감소된다. 결국 해당 게임들은 구글 플레이와 앱스토어에서 삭제되었다가 재추가되었다.